# Откриване на несъзнаваното
Откриване на несъзнаваното: История и развитие на динамичната психиатрия (на английски: The Discovery of the Unconscious: The History and Evolution of Dynamic Psychiatry) е класическа работа по медицинска история и историография, написана от швейцарския медицински историк Анри Еленбергер. За първи път е публикувана през 1970 г. и непрестанно се преиздава оттогава. На български език книгата е издадена през 2006 от издателство „Леге Артис“. Книгата се превръща в стандарт за исторически източници относно ранното и по-късно развитие на динамичната психиатрия, покривайки периода от Античността до около 1950 г.
Главният фокус на тази 1011 странична работа е върху приносите и мисленето на Пиер Жане, Зигмунд Фройд, Алфред Адлер и Карл Юнг. Също и пет големи глави са отделени на ранните предшественици на модерната психиатрия като екзорсизъм, месмеризъм и хипнотерапия. Работата описва най-ранните загатвания в медицината за съществуването на несъзнателното. Еленбергер свързва постепенното изследване на неизследвания свят на несъзнателното мислене и чувства. Работата е енциклопедична с хиляди източници, но автора няма точна гледна точка, нито работата е свободна от място за полемики.

## Глави
- Предистория на динамичната психиатрия
- Поява на динамичната психиатрия
- Първата динамичната психиатрия
- Произход на динамичната психиатрия
- На прага на нова динамична психиатрия
- Пиер Жане и психологическият анализ
- Зигмунд Фройд и психоанализата
- Алфред Адлер и индивидуалната психология
- Карл Густав Юнг и аналитичната психология
- Зората и възходът на новата динамична психиатрия
- Заключение

## Библиографска информация
- Ellenberger, Henri F. (1970) The Discovery of the Unconscious: The History and Evolution of Dynamic Psychiatry. New York: Basic Books. Hardcover ISBN 0-465-01672-3, softcover ISBN 0-465-01672-3.